# Comuna de Łukowica
Łukowica (polaco: Gmina Łukowica) é uma gminy (comuna) na Polónia, na voivodia de Pequena Polónia e no condado de Limanowski. A sede do condado é a cidade de Łukowica.
De acordo com os censos de 2004, a comuna tem 9186 habitantes, com uma densidade 131,8 hab/km².

## Área
Estende-se por uma área de 69,71 km², incluindo:
- área agricola: 65%
- área florestal: 25%

## Demografia
Dados de 30 de Junho 2004:
|                      | Total   | Total | Mulheres | Mulheres | Homens  | Homens |
| -------------------- | ------- | ----- | -------- | -------- | ------- | ------ |
|                      | pessoas | %     | pessoas  | %        | pessoas | %      |
| População            | 9186    | 100   | 4624     | 50,3     | 4562    | 49,7   |
| Densidade (pop./km²) | 131,8   | 100   | 66,3     | 66,3     | 65,4    | 65,4   |

De acordo com dados de 2002, o rendimento médio per capita ascendia a 1509,69 zł.

## Subdivisões
- Jadamwola, Jastrzębie, Łukowica, Młyńczyska, Owieczka, Przyszowa, Roztoka, Stronie, Świdnik.

## Comunas vizinhas
- Kamienica, Limanowa, Łącko, Podegrodzie